# Limata capensis
Limata capensis är en tvåvingeart som först beskrevs av Christian Rudolph Wilhelm Wiedemann 1821.  Limata capensis ingår i släktet Limata och familjen bromsar. Inga underarter finns listade i Catalogue of Life.